# Lancer du marteau masculin aux championnats du monde d'athlétisme 2011
Navigation
Berlin 2009 Moscou 2013
L'épreuve du lancer du marteau masculin des championnats du monde de 2011 s'est déroulée les 27 et 29 août 2011 dans le stade de Daegu en Corée du Sud. Elle est remportée par le Japonais Kōji Murofushi.

## Records et performances

### Records
Les records du lancer du marteau hommes (mondial, des championnats et par continent) étaient avant les championnats 2011 les suivants.
| Record                    | Athlète            | Pays             | Distance | Lieu      | Date             |
| ------------------------- | ------------------ | ---------------- | -------- | --------- | ---------------- |
| Record du monde           | Youri Sedykh       | Union soviétique | 86,74 m  | Stuttgart | 30 août 1986     |
| Record des championnats   | Ivan Tsikhan       | Biélorussie      | 83,89 m  | Helsinki  | 8 août 2005      |
| Record d'Afrique          | Chris Harmse       | Afrique du Sud   | 80,63 m  | Durban    | 15 avril 2005    |
| Record d'Asie             | Koji Murofushi     | Japon            | 84,86 m  | Prague    | 29 juin 2003     |
| Record d'Amérique du Nord | Lance Deal         | États-Unis       | 82,52 m  | Milan     | 7 septembre 1996 |
| Record d'Amérique du Sud  | Juan Ignacio Cerra | Argentine        | 76,42 m  | Trieste   | 25 juillet 2001  |
| Record d'Europe           | Youri Sedykh       | Union soviétique | 86,74 m  | Stuttgart | 30 août 1986     |
| Record d'Océanie          | Stuart Rendell     | Australie        | 79,29 m  | Varaždin  | 6 juillet 2002   |

### Meilleures performances de l'année 2011
Les dix lanceurs du marteau les plus performants de l'année sont, avant les championnats (au 21 août 2011), les suivants. Parmi ces dix figurent trois Russes, deux Biélorusses, un Hongrois, un Américain, un Italien, un Allemand et un Polonais.
|    | Athlète           | Pays        | Distance | Date            |
| -- | ----------------- | ----------- | -------- | --------------- |
| 1  | Aleksey Zagornyi  | Russie      | 81,73 m  | 4 juin 2011     |
| 2  | Pavel Kryvitski   | Biélorussie | 80,67 m  | 11 août 2011    |
| 3  | Krisztián Pars    | Hongrie     | 80,63 m  | 7 août 2011     |
| 4  | Kibwe Johnson     | États-Unis  | 80,31 m  | 23 juin 2011    |
| 5  | Nicola Vizzoni    | Italie      | 80,29 m  | 4 juin 2011     |
| 6  | Markus Esser      | Allemagne   | 79,69 m  | 9 avril 2011    |
| 7  | Kirill Ikonnikov  | Russie      | 79,04 m  | 24 juillet 2011 |
| 8  | Szymon Ziólkowski | Pologne     | 79,02 m  | 19 juillet 2011 |
| 9  | Sergey Litvinov   | Russie      | 78,90 m  | 23 février 2011 |
| 10 | Yury Shayunou     | Biélorussie | 78,70 m  | 28 juillet 2011 |

## Engagés
Pour se qualifier, il faut avoir réalisé au moins 78,00 m (minimum A) ou 74,00 m (minimum B) entre le 15 octobre 2010 et le 15 août 2011.

## Médaillés
| Or                           | Argent                       | Bronze                      |
| Kōji Murofushi (JPN) 81,24 m | Krisztián Pars (HUN) 81,18 m | Primož Kozmus (SVN) 79,39 m |

## Résultats

### Finale
| Rang               | Athlète                | Pays        | Essais  | Essais  | Essais  | Essais  | Essais  | Essais  | Marque  | Notes |
| Rang               | Athlète                | Pays        | 1       | 2       | 3       | 4       | 5       | 6       | Marque  | Notes |
| ------------------ | ---------------------- | ----------- | ------- | ------- | ------- | ------- | ------- | ------- | ------- | ----- |
| Médaille d'or      | Kōji Murofushi         | Japon       | 79,72 m | 81,03 m | 81,24 m | 79,42 m | 81,24 m | 80,83 m | 81,24 m | SB    |
| Médaille d'argent  | Krisztián Pars         | Hongrie     | 77,26 m | 78,84 m | 79,14 m | 79,97 m | 60,34 m | 81,18 m | 81,18 m | SB    |
| Médaille de bronze | Primož Kozmus          | Slovénie    | 77,50 m | 79,39 m | 78,93 m | x       | 76,01 m |         | 79,39 m | SB    |
| 4                  | Markus Esser           | Allemagne   | x       | 78,56 m | 76,71 m | 75,01 m | 79,12 m | 77,88 m | 79,12 m |       |
| 5                  | Pavel Kryvitski        | Biélorussie | 73,98 m | 78,24 m | 78,53 m | x       | 77,35 m | x       | 78,53 m |       |
| 6                  | Kirill Ikonnikov       | Russie      | x       | x       | 77,22 m | x       | 78,37 m | 78,12 m | 78,37 m |       |
| 7                  | Szymon Ziółkowski      | Pologne     | 75,04 m | 77,64 m | 76,76 m | x       | 74,99 m | 75,10 m | 77,64 m |       |
| 8                  | Nicola Vizzoni         | Italie      | 77,04 m | 76,31 m | 76,94 m | 76,01 m | 75,82 m | x       | 77,04 m |       |
| 9                  | Olli-Pekka Karjalainen | Finlande    | 75,38 m | 76,60 m | 71,34 m |         |         |         | 76,60 m | SB    |
| 10                 | Dilshod Nazarov        | Tadjikistan | 75,05 m | 74,34 m | 76,58 m |         |         |         | 76,58 m |       |
| 11                 | Paweł Fajdek           | Pologne     | 74,86 m | x       | 75,20 m |         |         |         | 75,20 m |       |
|                    | Yury Shayunou          | Biélorussie | x       | x       | x       |         |         |         | NM      |       |

### Qualifications
| Rang | Athlète                | Pays         | Distance     | Essais  | Essais  | Essais  | Essais |
|      |                        |              |              | Essai 1 | Essai 2 | Essai 3 |        |
| ---- | ---------------------- | ------------ | ------------ | ------- | ------- | ------- | ------ |
| 1    | Kōji Murofushi         | Japon        | 78,56 m (SB) | 78,56 m |         |         |        |
| 2    | Krisztián Pars         | Hongrie      | 77,21 m      | 77,21 m |         |         |        |
| 3    | Szymon Ziólkowski      | Pologne      | 77,19 m      | -       | 77,19 m |         |        |
| 4    | Dilshod Nazarov        | Tadjikistan  | 76,93 m      | 75,34 m | 75,17 m | 76,93 m |        |
| 5    | Olli-Pekka Karjalainen | Finlande     | 76,60 m (SB) | x       | 75,09 m | 76,60 m |        |
| 6    | Kirill Ikonnikov       | Russie       | 75,36 m      | 75,36 m | x       | x       |        |
| 7    | Ali Mohamed al-Zinkawi | Koweït       | 75,35 m      | 75,35 m | x       | x       |        |
| 8    | Kibwé Johnson          | États-Unis   | 75,06 m      | 75,06 m | x       | x       |        |
| 9    | Eşref Apak             | Turquie      | 73,38 m      | 73,38 m | 71,99 m | x       |        |
| 10   | Igors Sokolovs         | Lettonie     | 72,95 m      | 71,90 m | 71,64 m | 72,95 m |        |
| 11   | Marcel Lomnický        | Slovaquie    | 72,68 m      | 72,68 m | 71,44 m | 72,16 m |        |
| 12   | Valeriy Sviatokha      | Biélorussie  | 71,58 m      | x       | x       | 71,58 m |        |
| 13   | Eivind Henriksen       | Norvège      | 71,27 m      | 68,24 m | 71,27 m | 70,02 m |        |
| 14   | András Haklits         | Croatie      | 70,93 m      | x       | 70,93 m | x       |        |
| 15   | Dzmitriy Marshi        | Azerbaïdjan  | 70,04 m      | 70,04 m | 68,94 m | 68,99 m |        |
| 16   | Lee Yun-chul           | Corée du Sud | 68,98 m (SB) | x       | 67,14 m | 68,98 m |        |
| 17   | Mostafa Al-Gamel       | Égypte       | 68,38 m      | x       | 64,17 m | 68,38 m |        |
| 18   | Kaveh Sadegh Mousavi   | Iran         | 68,01 m      | x       | 68,01 m | x       |        |

| Rang | Athlète            | Pays         | Distance | Essais  | Essais  | Essais  | Essais |
|      |                    |              |          | Essai 1 | Essai 2 | Essai 3 |        |
| ---- | ------------------ | ------------ | -------- | ------- | ------- | ------- | ------ |
| 1    | Pavel Kryvitski    | Biélorussie  | 78,16 m  | x       | 76,80 m | 78,16 m |        |
| 2    | Markus Esser       | Allemagne    | 77,60 m  | 77,60 m |         |         |        |
| 3    | Yuriy Shayunou     | Biélorussie  | 76,74 m  | 76,74 m | 76,63 m | 76,07 m |        |
| 4    | Nicola Vizzoni     | Italie       | 76,74 m  | 75,41 m | 76,30 m | 76,74 m |        |
| 5    | Primož Kozmus      | Slovénie     | 76,54 m  | 76,21 m | 76,54 m | 76,44 m |        |
| 6    | Paweł Fajdek       | Pologne      | 76,10 m  | 75,83 m | 76,10 m | 75,66 m |        |
| 7    | Sergey Litvinov    | Russie       | 74,80 m  | 74,80 m | x       | 73,11 m |        |
| 8    | Kristóf Németh     | Hongrie      | 74,09 m  | 73,36 m | 74,09 m | 73,87 m |        |
| 9    | Oleksiy Sokyrskyy  | Ukraine      | 73,81 m  | x       | x       | 73,81 m |        |
| 10   | James Steacy       | Canada       | 73,32 m  | 73,32 m | 71,74 m | x       |        |
| 11   | Libor Charfreitag  | Slovaquie    | 72,20 m  | x       | 71,87 m | 72,20 m |        |
| 12   | Michael Mai        | États-Unis   | 69,96 m  | 68,35 m | x       | 69,96 m |        |
| 13   | Fatih Eryildirim   | Turquie      | 69,37 m  | x       | 69,37 m | 69,04 m |        |
| 14   | Mattias Jons       | Suède        | 67,93 m  | 67,93 m | x       | x       |        |
| 15   | Javier Cienfuegos  | Espagne      | 67,49 m  | x       | 66,78 m | 67,49 m |        |
| 15   | Juan Ignacio Cerra | Argentine    | 64,27 m  | 63,04 m | x       | 64,27 m |        |
| 15   | Amanmurad Hommadov | Turkménistan | 62,97 m  | 61,31 m | 59,94 m | 62,97 m |        |

## Légende
Records et Performances
- AR : Record continental (area record)
- CR : Record des championnats (championship record)
- MR : Record du meeting (meet record)
- NR : Record national (national record)
- OR : Record olympique (olympic record)
- PR : Record paralympique (paralympic record)
- PB : Record personnel (personal best)
- SB : Meilleure performance personnelle de la saison (season's best)
- WL : Meilleure performance mondiale de l'année (world leader)
- WJR : Record du monde junior (world junior record)
- WR : Record du monde (world record)

Circonstances et Conditions
- DNF : N'a pas terminé (did not finish)
- DNS : N'a pas pris le départ (did not start)
- DQ : Disqualification (disqualification)
- NM : Aucun essai valable enregistré (No Mark)
- Q : Qualifié « directement » au prochain tour (ou à la prochaine compétition), lors d'une compétition majeure, grâce au classement ou à la réalisation des minima (automatic qualifier)
- q : Qualifié au prochain tour (ou à la prochaine compétition), lors d'une compétition majeure, grâce au repêchage ou à la réalisation de l'une des meilleures performances parmi celles des « non qualifiés directement » (grâce au meilleur temps ou à la meilleure distance par exemple) (secondary qualifier)